# Anas al-Sharif
Anas Jamal Mahmoud Al-Sharif (Jabalia, 3 de diciembre de 1996 - Gaza, 10 de agosto de 2025) fue un periodista y videógrafo palestino de Al Jazeera, ampliamente reconocido por sus reportajes desde el frente desde el norte de Gaza durante la guerra de Gaza. En 2024, el equipo de Al-Sharif en Reuters recibió el Premio Pulitzer: Fotografías de Noticias de Última Hora por sus fotos «crudas y urgentes» que documentaban la guerra de Gaza.
Las Fuerzas de Defensa de Israel (FDI) acusaron a Al-Sharif de ser un agente de Hamás. Entre los documentos compartidos por las FDI se encontraban listas de personal, listas de cursos de entrenamiento terrorista, directorios telefónicos y comprobantes salariales de Al-Sharif. Organizaciones de derechos humanos y Al Jazeera afirmaron que esto era una excusa para justificar el asesinato de periodistas. El Comité para la Protección de los Periodistas (CPJ) instó a la comunidad internacional a protegerlo. Al-Sharif murió junto con otros cuatro periodistas y dos civiles en un ataque aéreo israelí dirigido contra él y otros periodistas en una tienda de campaña frente al Hospital Al-Shifa en Gaza el 10 de agosto de 2025. Según Al Jazeera, 234 periodistas han muerto durante la guerra de Gaza.

## Primeros años y familia
Al-Sharif nació en el campo de refugiados de Jabalia, en la Franja de Gaza, en 1996. Sus padres eran refugiados desplazados de la ciudad de Al-Majdal (hoy la ciudad israelí de Ascalón) durante la expulsión y huida palestina de 1948. De niño, quería ser periodista. Se graduó en la Universidad de Al-Aqsa con una licenciatura en comunicación de masas, especializándose en radio y televisión. Comenzó su carrera como voluntario en la cadena de medios Al-Shamal antes de unirse a Al Jazeera como corresponsal en el norte de Gaza. Estaba casado y tenía dos hijos.

## Guerra de Gaza
Al-Sharif se convirtió en uno de los rostros más visibles que informaban sobre la guerra de Gaza, negándose a evacuar el norte a pesar de las reiteradas órdenes de las Fuerzas de Defensa de Israel y las amenazas directas contra su vida. Continuó su cobertura diaria durante ataques aéreos, masacres y desplazamientos, a menudo trabajando en condiciones de peligro extremo y escasez crónica de suministros básicos. Sus reportajes proporcionaron imágenes y testimonios cruciales de una de las zonas de guerra más inaccesibles del mundo.
Al-Sharif recibió llamadas telefónicas del ejército israelí instándole a abandonar el norte de Gaza en noviembre de 2023. Al mes siguiente, su padre murió en un ataque aéreo israelí contra su hogar familiar en Jabalia en diciembre de 2023. Debido a su mala salud, su padre no pudo evacuar su hogar con el resto de su familia. Al-Sharif describió la experiencia como «cruel» y «dolorosa», pero afirmó que fortaleció su determinación de seguir contando las historias del sufrimiento de Gaza.
En 2024, el equipo de Reuters de Al-Sharif recibió el Premio Pulitzer de Fotografía de Noticias de Última Hora por sus fotos «crudas y urgentes» que documentaban la guerra de Gaza.
Mientras informaba en directo sobre el alto el fuego de la guerra de Gaza de enero de 2025, Al-Sharif se quitó el equipo de protección. Los espectadores, que lo vitoreaban, lo levantaron en hombros en señal de celebración. El vídeo del evento se viralizó en redes sociales. 
Hossam Shabat, colega de Al-Sharif, murió en un ataque aéreo israelí selectivo en marzo de 2025. Al-Sharif participó en la procesión fúnebre. Declaró a Drop Site News que estaba decidido a seguir informando a pesar de las amenazas israelíes y la pérdida de su padre.

## Asesinato
A partir de 2023, Al-Sharif enfrentó crecientes amenazas de las Fuerzas de Defensa de Israel (FDI), incluyendo llamadas telefónicas, mensajes de voz y campañas en redes sociales, que afirmaban que era un operativo de Hamás. El portavoz árabe de las FDI, Avichay Adraee, acusó a Al-Sharif y a otros periodistas de terrorismo, mientras que organizaciones de derechos humanos y Al Jazeera describieron las acusaciones como ataques infundados destinados a justificar el asesinato de periodistas y la supresión de informes desfavorables hacia Israel. El Comité para la Protección de los Periodistas (CPJ) calificó los ataques contra Al-Sharif como un «precursor de asesinato» e instó a la acción internacional para protegerlo a él y a otros periodistas en Gaza, destacando el riesgo deliberado que enfrentan los reporteros locales como los «últimos ojos y oídos del mundo exterior» en el conflicto. En julio de 2025, Al-Sharif le dijo al CPJ que vivía con la «sensación de que podría ser bombardeado y martirizado en cualquier momento». 
El 31 de julio de 2025, la relatora especial de las Naciones Unidas para la Protección del Derecho a la Libertad de Expresión, Irene Khan, condenó las reiteradas amenazas y campañas de desprestigio del ejército israelí contra Al-Sharif, calificándolas de peligrosos intentos de silenciar sus informes sobre la guerra en Gaza. Destacó cómo Al-Sharif, descrito como «el último periodista superviviente de Al Jazeera en el norte de Gaza», había sido acusado sin pruebas de ser un «terrorista de Hamás», poniendo su vida en grave peligro. Khan subrayó que, si bien Israel prohíbe la entrada a Gaza a los periodistas internacionales, al mismo tiempo ataca y menoscaba a los periodistas locales, que son los «ojos» del mundo ante las atrocidades.
El 10 de agosto de 2025, Al-Sharif murió en un ataque aéreo israelí contra una tienda de campaña en el exterior del Hospital Al-Shifa en la ciudad de Gaza. Sus colegas Mohammed Qreiqeh, Ibrahim Zaher, Mohammed Noufal y Moamen Aliwa, junto con otras dos personas, también murieron en el bombardeo. El ejército israelí confirmó que había atacado a Al-Sharif, reiterando su afirmación de que era un combatiente de Hamás. Según BBC News, el ejército israelí no ha proporcionado pruebas suficientes para su acusación. Al-Jazeera condenó el asesinato como un «asesinato premeditado» destinado a «silenciar las voces en previsión de la ocupación de Gaza», haciendo referencia al plan recientemente anunciado por Israel de ocupar la Franja. En el momento de su muerte, Israel había asesinado al menos a 234 periodistas durante la guerra de Gaza, incluidos 10 periodistas de Al-Jazeera. 
En su testamento, en una carta póstuma, Al-Sharif escribió: «Si estas palabras llegan a ustedes, sepan que Israel ha logrado matarme y silenciar mi voz». Fue una súplica a la verdad, una entrega a su familia y su patria, y un último llamado: «No se olviden de Gaza... Y no me olviden en sus sinceras oraciones».

### Reacciones

#### Palestina
Hamás afirmó que se trataba de «un crimen bárbaro que supera todos los límites del fascismo y la criminalidad». En un comunicado, añadió: «El mártir Anas al-Sharif fue un ejemplo de periodista libre, documentando el crimen de la hambruna y mostrando al mundo las escenas de hambruna impuestas por la ocupación a nuestro pueblo en Gaza». La Yihad Islámica Palestina condenó el asesinato de Al-Sharif como un «atroz crimen de guerra cometido por la entidad usurpadora a la vista de todo el mundo» y advirtió que Israel está allanando el camino para la siguiente fase de su ataque al «atacar a los periodistas que exponen sus crímenes y masacres al mundo». El Frente Popular para la Liberación de Palestina declaró que el asesinato de los periodistas es un peligroso indicador de la intención de la ocupación de cometer las atrocidades más atroces en Gaza.

#### Organizaciones de medios de comunicación y de libertad de prensa
La cadena de medios Al Jazeera condenó el ataque como un «asesinato premeditado» y «otro ataque flagrante y premeditado a la libertad de prensa», señalando que Al-Sharif y sus colegas se encontraban entre los pocos periodistas que aún informaban desde Gaza. La cadena catarí acusó a Israel de intentar suprimir la cobertura de sus acciones militares. El Sindicato de Periodistas Palestinos lo calificó de «crimen sangriento», y Hamás sugirió que presagiaba una inminente invasión israelí de la ciudad de Gaza. Organizaciones de libertad de prensa, como el CPJ, RSF y la Federación Internacional de Periodistas, reiteraron que los periodistas son civiles según el derecho internacional y no deben ser objeto de ataques. Según Sara Qudah del CPJ, «el patrón de Israel de etiquetar a periodistas como militantes sin proporcionar pruebas creíbles plantea serias dudas sobre su intención y respeto por la libertad de prensa». El editor jefe de Al Jazeera, Mohamed Mawad, dijo que el asesinato de Al-Sharif siguió un patrón de «degradación, deslegitimación, difamación y luego asesinato» que se había practicado contra otros periodistas palestinos. El presidente del National Press Club Mike Balsamo, declaró que «los periodistas deben poder trabajar sin ser atacados ni asesinados», y que todas las partes deben acatar el derecho internacional.

#### Respuestas políticas y diplomáticas
Un portavoz del primer ministro del Reino Unido, Keir Starmer, declaró que el gobierno estaba «profundamente preocupado por los repetidos ataques contra periodistas en Gaza». La Oficina de Derechos Humanos de las Naciones Unidas calificó el ataque como una violación del derecho internacional.